# 薩奇美術館

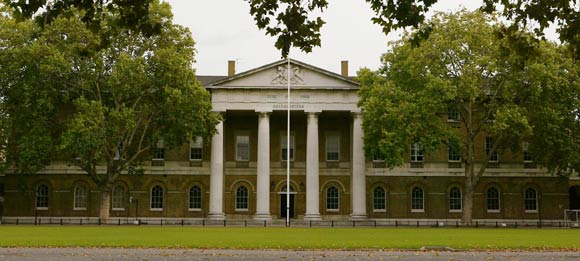
薩奇美術館

薩奇美術館 （英語：The Saatchi Gallery）是位於英國倫敦的一座專門收藏現代美術的美術館。在2003春季至05年秋季之間，薩奇美術館位於泰晤士河南岸的舊大倫敦市議會的建築內。2006年，薩奇美術館一度關閉。2008年10月9日，薩奇美術館重新在倫敦西南的切爾西地區開放。薩奇美術館主要收藏倫敦新生代美術家的藏品，所有藏品都是查爾斯·薩奇自身的收藏。2010年，薩奇宣布將他的藏品和美術館都捐贈給政府。

## 外部連結
- 维基共享资源上的相關多媒體資源：薩奇美術館
- Official Website （页面存档备份，存于）